# Veauvre
Die Veauvre ist ein Fluss in Frankreich, der im Département Allier in der Region Auvergne-Rhône-Alpes verläuft. Sie entspringt unter dem Namen Ris de Doulauvre aus einem kleinen Stausee beim Weiler Larvéron, im Gemeindegebiet von Le Theil, entwässert generell in südöstlicher Richtung und mündet nach rund 19 Kilometern im Gemeindegebiet von Chareil-Cintrat  als linker Nebenfluss in die Bouble.

## Orte am Fluss
- Larvéron, Gemeinde Le Theil
- Doulauvre, Gemeinde Voussac
- La Veauvre, Gemeinde Fleuriel
- Blanzat, Gemeinde Chareil-Cintrat